# Lazský potok (přítok Odry)
Lazský potok (německy Altwasser nebo Wiesenbach) pramení pod Červenou horou v Nízkém Jeseníku v okrese Opava v Moravskoslezském kraji.
Potok nejprve teče jihovýchodním směrem pod Červeným kopcem a vesnicí Podlesí a opouští Moravskoslezský kraj a pokračuje v Olomouckém kraji. Pak se potok stáčí k jihu, připojuje se k němu zprava potok Bystřinka, teče pod Mýdlový kopcem a protéká bývalou vesnicí a poutním místem Stará Voda a kaple svaté Anny s Královskou studánkou. Následně pokračuje pod Anenským vrchem ve vojenském újezdu Libavá a zprava přibírá Anenský potok a pak se stáčí k východu. Lazský potok svou pouť končí v zaniklé vesnici Vojnovice jako levostranný přítok řeky Odry. Na Lazském potoce ve Vojnovicích stával vodní mlýn.

## Další informace
Část toku Lazského potoka se nachází ve vojenském výcvikovém prostoru, proto není veřejnosti bez povolení přístupná. Obvykle jedenkrát ročně může být Lazský potok a jeho okolí přístupné veřejnosti v rámci cyklo-turistické akce Bílý kámen.

## Galerie

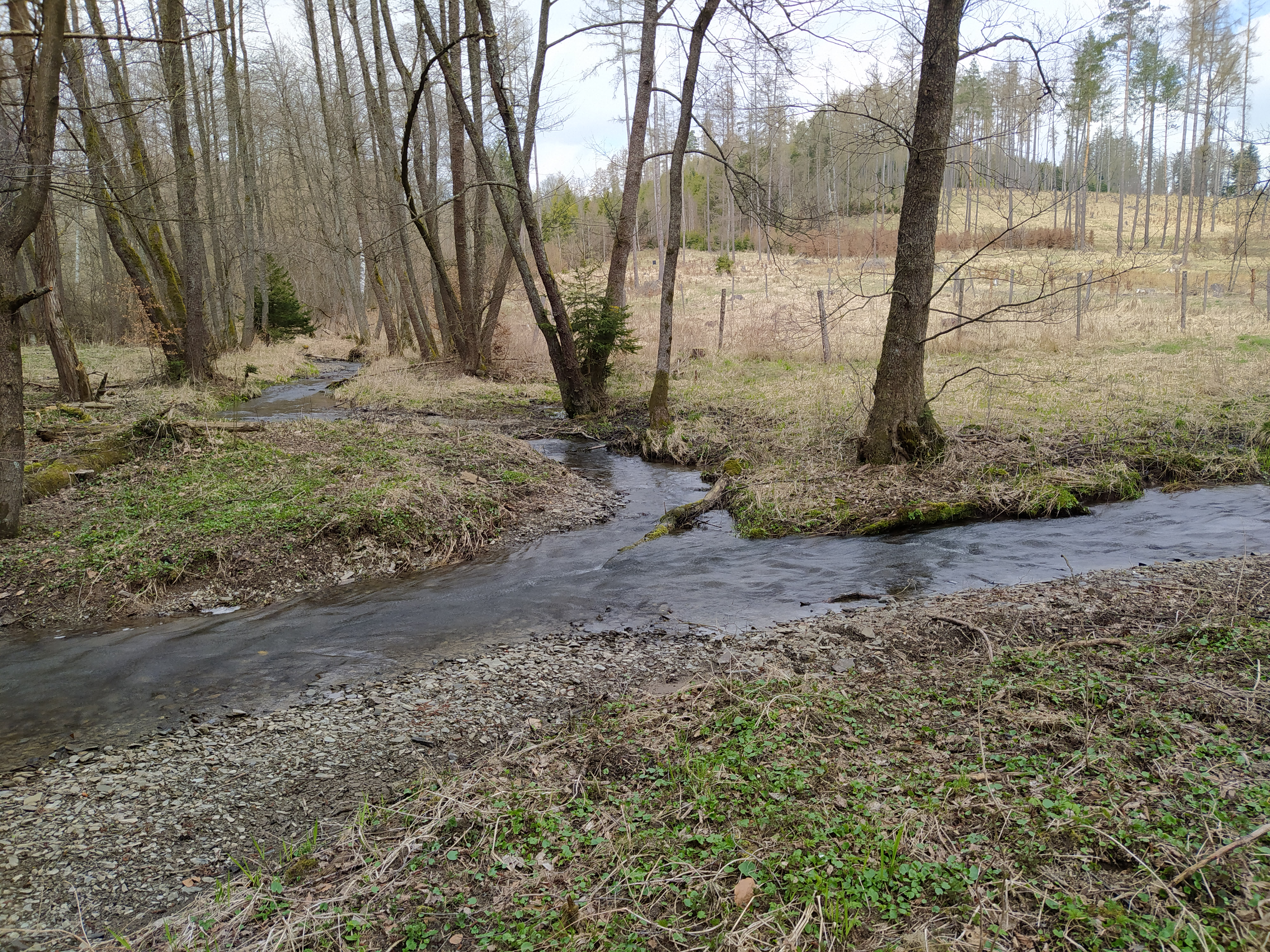
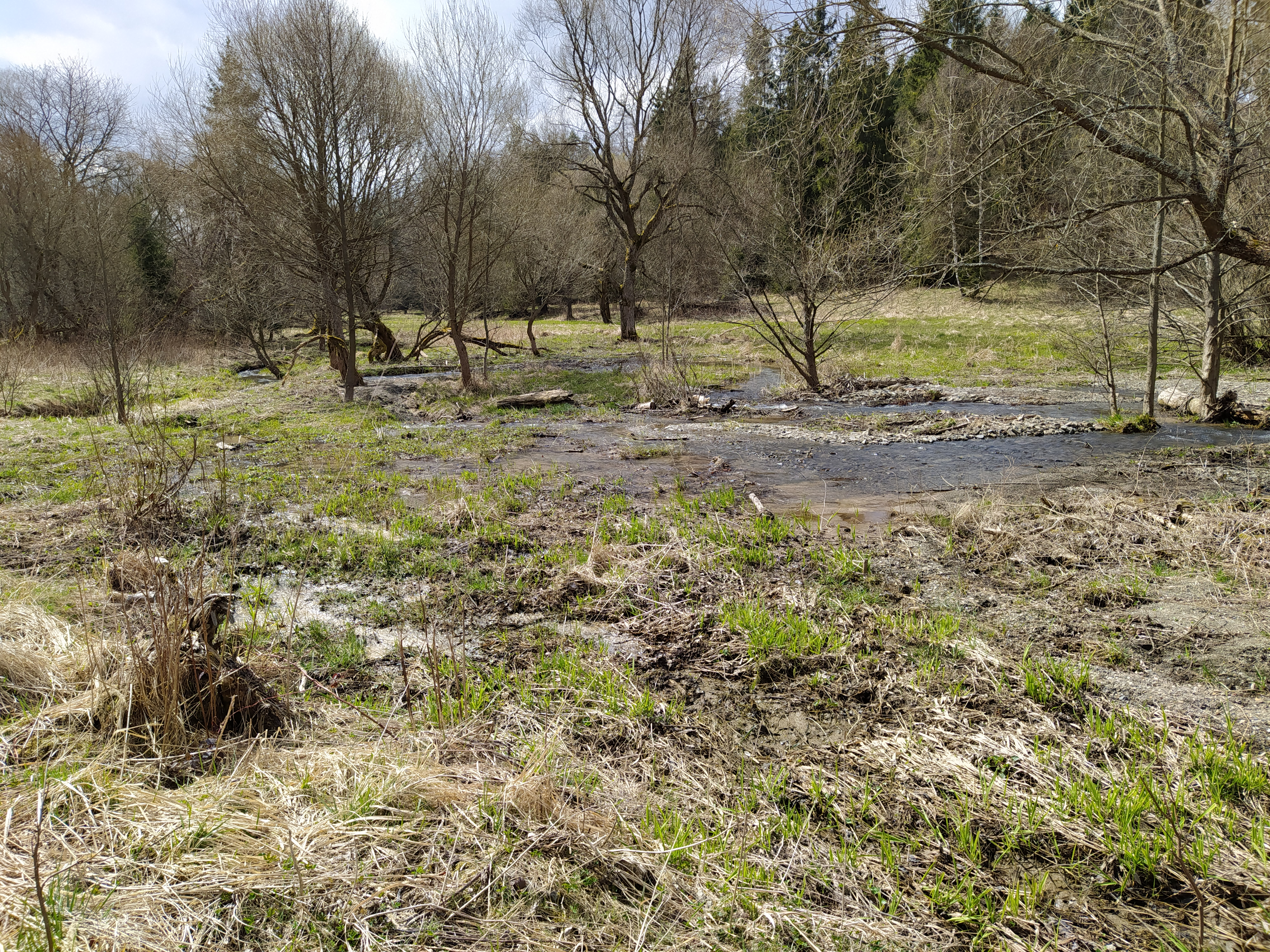
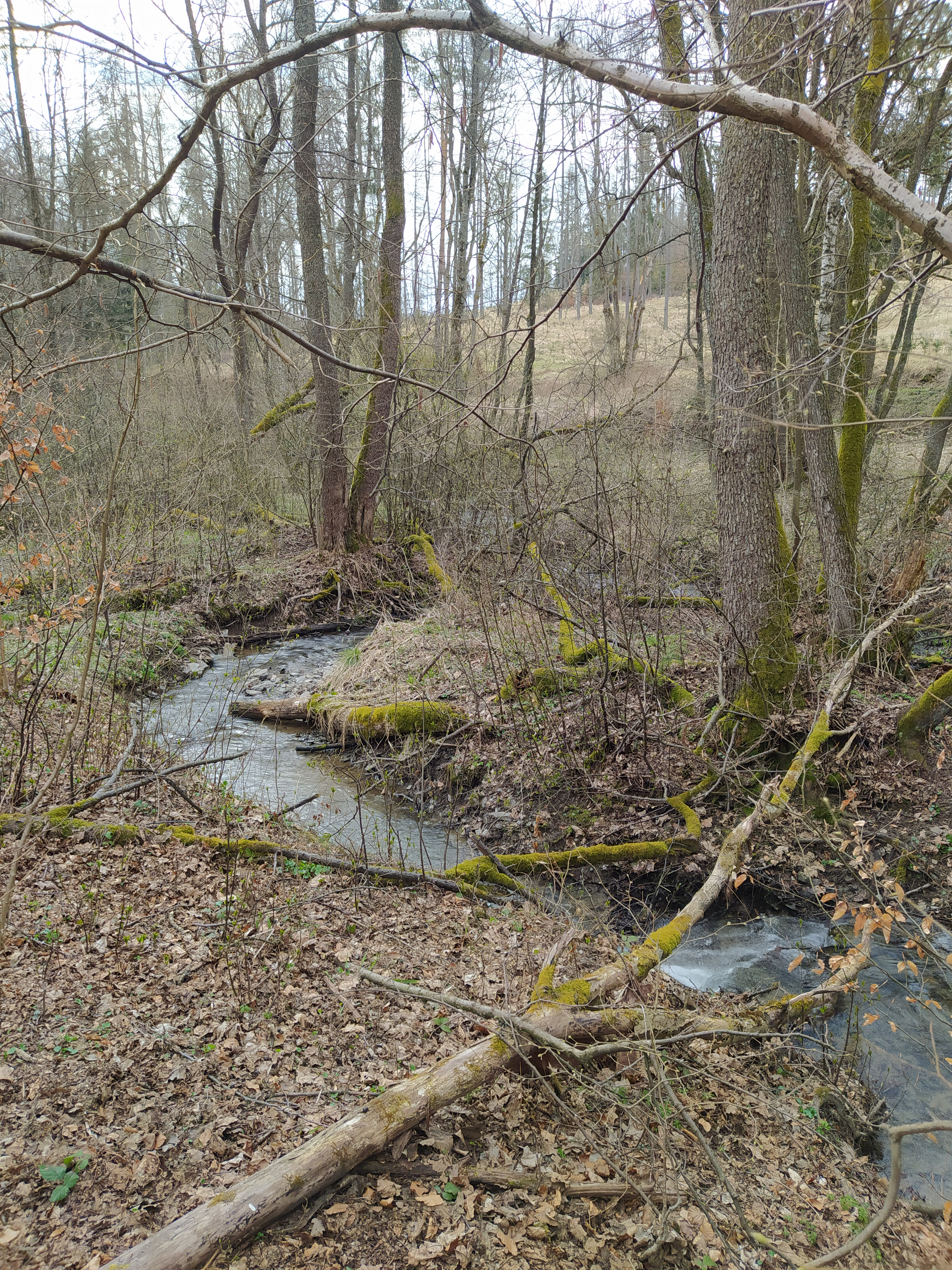
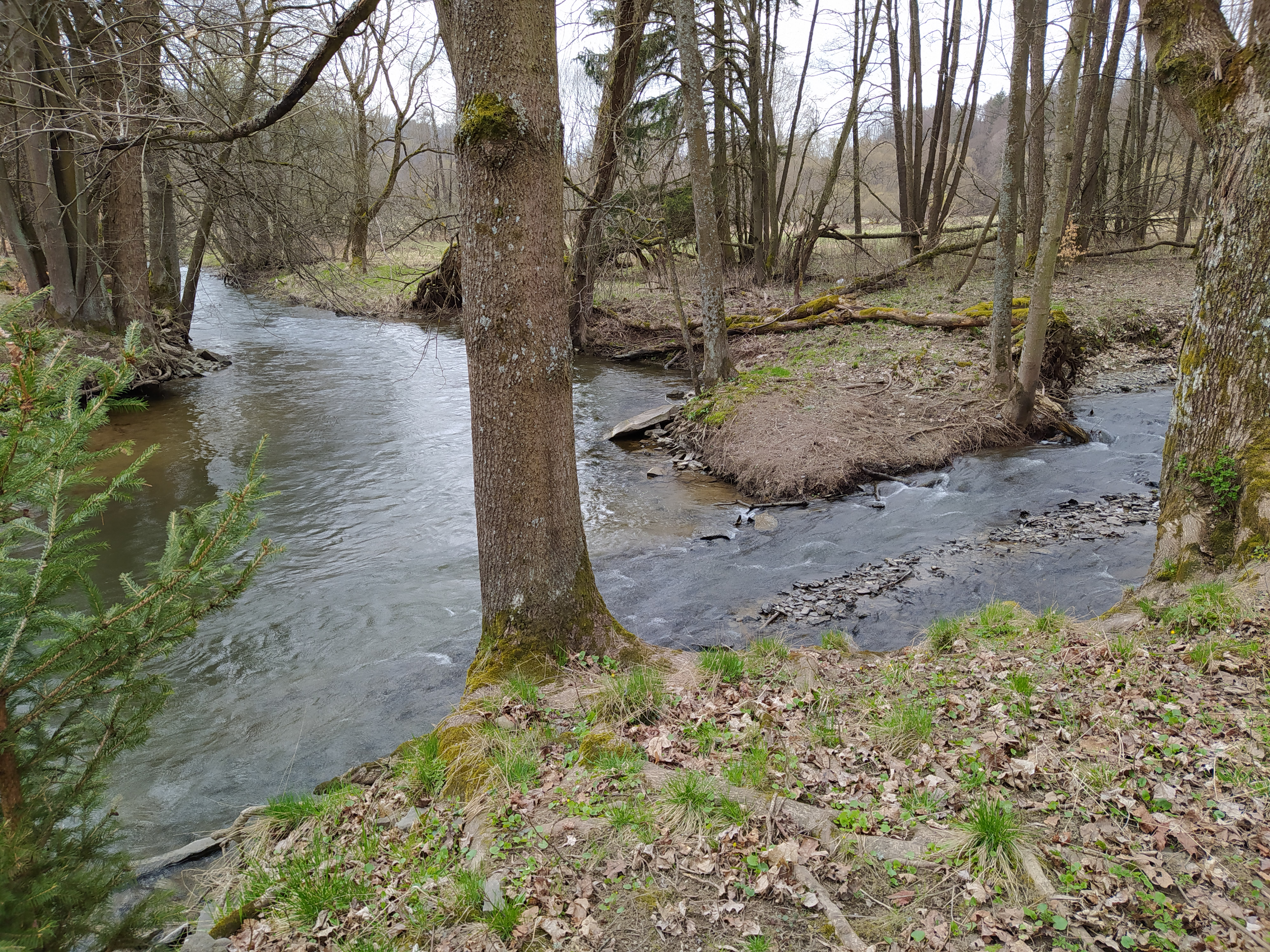